# Granjeras
Granjeras corresponde a la tercera temporada de la serie La granja, compuesta esta vez por 14 mujeres, elegidas de un total de más de 14 000 postulantes. El programa, estrenado el 26 de septiembre de 2005 presenta varias diferencias con sus versiones anteriores, manteniéndose en general las bases originales del concurso.
Sergio Lagos, en esta oportunidad, sólo condujo "Encuentros cercanos", el programa satélite transmitido tras las eliminaciones. En su reemplazo, estuvieron la actriz chilena Catalina Pulido y el ganador de la versión VIP, Javier Estrada. Mientras que la también actriz Orietta Grendi, encarnó a Amanda Del Villar.
Otro cambio realizado es el traslado del fundo hacia un sitio ubicado en el camino a Farellones. Debido a que este campo estaba totalmente aislado (a diferencia del de Pirque utilizado anteriormente), Canal 13 debió instalar cerca de 11 kilómetros de fibra óptica para enviar las transmisiones y habilitar una casona completamente. Esta finca se ubica entre una zona de quebradas andinas lo que hace el lugar para habitar mucho más difícil que los llanos agrícolas de Pirque.

## Participantes
| Participante                                  | Edad | Equipo        | Resultado final                      | Resultado anterior                  | Estadía |
| --------------------------------------------- | ---- | ------------- | ------------------------------------ | ----------------------------------- | ------- |
| Angélica Sepúlveda Estudiante de Pedagogía    | 24   | Finalista     | Ganadora de Granjeras                |                                     | 77 días |
| Débora Cortés Chófer                          | 29   | Finalista     | 2.º Lugar de Granjeras               | 90 días                             |         |
| Claudia Camus Futbolista                      | 23   | Semifinalista | Semifinalista Eliminada de Granjeras | 90 días                             |         |
| Viví Rodríguez Bailarina, Ex chica Mekano     | 25   | Semifinalista | Semifinalista Eliminada de Granjeras | 8.ª eliminada En duelo de destreza  | 84 días |
| Isolina Egaña Geógrafa                        | 32   | Individuales  | 12.ª eliminada En duelo de habilidad | 3.ª eliminada En duelo de agilidad  | 60 días |
| Macarena Bernal Escultora                     | 22   | Individuales  | 11.ª eliminada En duelo de habilidad |                                     | 80 días |
| Paulina Gaete Estudiante de Diseño industrial | 25   | Individuales  | 10.ª eliminada En duelo de agilidad  | 73 días                             |         |
| Rommy Salinas Actriz                          | 23   | Individuales  | 9.ª eliminada En duelo de habilidad  | 66 días                             |         |
| Karla Casos Empresaria y Modelo               | 29   | Turquesa      | Abandona Por motivos de salud        | 4.ª eliminada En duelo de habilidad | 41 días |
| Lidia Gutiérrez Estudiante de Psicopedagogía  | 22   | Turquesa      | 7.ª eliminada En duelo de equilibrio |                                     | 59 días |
| Constanza Moya Estudiante de Gastronomía      | 20   | Turquesa      | 6.ª eliminada En duelo de destreza   | 52 días                             |         |
| Yulia Savchenko Modelo                        | 23   | Rosado        | 5.ª eliminada En duelo de habilidad  | 25 días                             |         |
| Soledad Pérez Actriz                          | 54   | Rosado        | 2.ª eliminada En duelo de fuerza     | 13 días                             |         |
| Paulina Embid Estudiante de Diseño            | 24   | Rosado        | Abandona Por motivos personales      | 10 días                             |         |
| Karen Vidal Trabajadora de La Vega            | 20   | Rosado        | Abandona Por motivos personales      | 10 días                             |         |
| Sofía Cordero Dueña de casa                   | 42   | Turquesa      | 1.ª eliminada En duelo de agilidad   | 8 días                              |         |

1. ↑  Angélica ingresa el día 13, en reemplazo de Karen.
2. 1 2  Viví y Soledad ingresan el día 9, como nuevos participantes.
3. ↑  Después de haber sido eliminada el día 66, Viví reingresa el día 67, en reemplazo de Karla.
4. ↑  Isolina ingresa el día 60, por repechaje.
5. ↑  Karla ingresa el día 60, por repechaje.
6. ↑  Yulia ingresa el día 13, en reemplazo de Paulina.

- Semanas 1 - 8:

     Participante del equipo Rosado.
     Participante del equipo Turquesa.
- Semana 9 - 12:

     Participante en competencia individual.
- Final:
  - Participantes Semifinalistas.

     Angélica. 
     Claudia. 
     Débora. 
     Viví. 

## Audiencia
| Horário              | # Eps. | Estreno                  | Estreno         | Final                   | Final           | Posición | Temporada | Muy Alto |
| Horário              | # Eps. | Data                     | Primer capítulo | Data                    | Último capítulo | Posición | Temporada | Muy Alto |
| -------------------- | ------ | ------------------------ | --------------- | ----------------------- | --------------- | -------- | --------- | -------- |
| Lunes - jueves 22:00 | 64     | 26 de septiembre de 2005 | 32,4            | 22 de diciembre de 2005 | 32,6            | 1        | 2005      | 20,5     |

## Fases de la competencia
| Semanas:       | 1 - 8              | 1 - 8           |  | 9 - 12             |  | Final              | Final | Final              | Final | Final              |
| Equipos:       | Rosado             | Turquesa        |  | Individuales       |  | Semifinales        |       | Final              |       | Ganadora           |
| Participantes: | Débora Cortés      | Claudia Camus   |  | Angélica Sepúlveda |  | Angélica Sepúlveda |       | Angélica Sepúlveda |       | Angélica Sepúlveda |
| Participantes: | Isolina Egañaz     | Constanza Moya  |  | Claudia Camus      |  | Claudia Camus      |       | Débora Cortés      |       |                    |
| Participantes: | Karen Vidal        | Karla Casos     |  | Débora Cortés      |  | Débora Cortés      |       |                    |       |                    |
| Participantes: | Paulina Embid      | Lidia Gutiérrez |  | Isolina Egaña      |  | Viví Rodríguez     |       |                    |       |                    |
| Participantes: | Paulina Gaete      | Macarena Bernal |  | Macarena Bernal    |  |                    |       |                    |       |                    |
| Participantes: | Rommy Salinas      | Sofía Cordero   |  | Paulina Gaete      |  |                    |       |                    |       |                    |
| Participantes: | Soledad Pérez      | Viví Rodríguez  |  | Rommy Salinas      |  |                    |       |                    |       |                    |
| Participantes: | Angélica Sepúlveda |                 |  | Viví Rodríguez     |  |                    |       |                    |       |                    |
| Participantes: | Yulia Savchenko    |                 |  |                    |  |                    |       |                    |       |                    |

1. ↑  Isolina fue la 3.ª eliminada, pero volvió a la competencia en la 8.º semana en el repechaje.
2. ↑  Karla fue la 4.ª eliminada, pero volvió a la competencia en la 8.º semana en el repechaje.
3. ↑  Soledad ingresa a la competencia en la semana 2.
4. ↑  Viví ingresa a la competencia en la semana 2.
5. ↑  Angélica ingresa a la competencia en la semana 3.
6. ↑  Viví fue el 9.ª eliminada, pero volvió a la competencia en la 10.º semana en el repechaje.
7. ↑  Yulia ingresa a la competencia en la semana 3.

## Concurso

### Competencia por equipos
| Semana:               | 1                | 2                 | 3                  | 4                    | 5                | 6                   | 7                 | 8              |
| --------------------- | ---------------- | ----------------- | ------------------ | -------------------- | ---------------- | ------------------- | ----------------- | -------------- |
| Capataz:              | Karen            | Paulina E         | Rommy              | Débora               | Lidia            | Lidia               | Paulina G         | Karla          |
| Equipo Ganador        | Equipo Rosado    | Equipo Turquesa   | Equipo Turquesa    | Equipo Rosado        | Equipo Turquesa  | Equipo Rosado       | Equipo Rosado     | Equipo Rosado  |
| Angélica              |                  |                   | Yulia              | Claudia              | Rommy            | Macarena            | Claudia           | Viví           |
| Débora                | Karla            | Paulina G         | Yulia              | Claudia              | Yulia            | Macarena            | Claudia           | Viví           |
| Claudia               | Karla            | Débora            | Isolina            | Constanza            | Yulia            | Constanza           | Viví              | Viví           |
| Viví                  |                  | Débora            | Isolina            | Constanza            | Yulia            | Constanza           | Claudia           | Claudia        |
| Isolina               | Karla            | Débora            | Yulia              |                      |                  |                     |                   | Viví           |
| Macarena              | Karla            | Débora            | Isolina            | Constanza            | Yulia            | Constanza           | Claudia           | Claudia        |
| Paulina G             | Karla            | Débora            | Yulia              | Claudia              | Yulia            | Macarena            | Claudia           | Viví           |
| Rommy                 | Lidia            | Débora            | Yulia              | Constanza            | Yulia            | Constanza           | Claudia           | Viví           |
| Karla                 | Lidia            | Débora            | Débora             | Constanza            |                  |                     |                   | Claudia        |
| Lidia                 | Karla            | Rommy             | Isolina            | Constanza            | Yulia            | Constanza           | Claudia           |                |
| Constanza             | Karla            | Débora            | Isolina            | Claudia              | Yulia            | Macarena            |                   |                |
| Yulia                 |                  |                   | Isolina            | Claudia              | Paulina G        |                     |                   |                |
| Soledad               |                  | Débora            |                    |                      |                  |                     |                   |                |
| Paulina E             | Constanza        | [ n 1 ]           |                    |                      |                  |                     |                   |                |
| Karen                 | Karla            | [ n 1 ]           |                    |                      |                  |                     |                   |                |
| Sofía                 | Lidia            |                   |                    |                      |                  |                     |                   |                |
| Primera nominada (%): | Sofía %          | Soledad           | Angélica           | Karla                | Angélica         | Claudia             | Lidia             | Macarena       |
| Segunda nominada:     | Karla 8/12 votos | Débora 9/11 votos | Isolina 6/12 votos | Constanza 6/11 votos | Yulia 8/10 votos | Constanza 5/9 votos | Claudia 7/8 votos | Viví 6/9 votos |
| Eliminada:            | Sofía            | Soledad           | Isolina            | Karla                | Yulia            | Constanza           | Lidia             | Viví           |

#### Resumen
| Participante | Semana    | Semana    | Semana    | Semana    | Semana    | Semana    | Semana    | Semana    |
| Participante | 1         | 2         | 3         | 4         | 5         | 6         | 7         | 8         |
| ------------ | --------- | --------- | --------- | --------- | --------- | --------- | --------- | --------- |
| Angelica     |           |           | Nominada  | Gana      | Nominada  | Gana      | Gana      | Gana      |
| Claudia      | Salvada   | Gana      | Gana      | Salvada   | Gana      | Nominada  | Nominada  | Salvada   |
| Debora       | Gana      | Nominada  | Salvada   | Inmune    | Gana      | Gana      | Gana      | Gana      |
| Macarena     | Salvada   | Gana      | Gana      | Salvada   | Gana      | Salvada   | Salvada   | Nominada  |
| Isolina      | Gana      | Salvada   | Eliminada |           |           |           |           | Gana      |
| Paulina.G    | Gana      | Salvada   | Salvada   | Gana      | Salvada   | Gana      | Inmune    | Gana      |
| Rommy        | Gana      | Salvada   | Inmune    | Gana      | Salvada   | Gana      | Gana      | Gana      |
| Vivi         | Salvada   | Gana      | Gana      | Salvada   | Gana      | Salvada   | Salvada   | Eliminada |
| Karla        | Nominada  | Gana      | Gana      | Eliminada |           |           |           | Abandona  |
| Lidia        | Salvada   | Gana      | Gana      | Salvada   | Inmune    | Inmune    | Eliminada |           |
| Constanza    | Salvada   | Gana      | Gana      | Nominada  | Salvada   | Eliminada |           |           |
| Yulia        |           |           | Salvada   | Gana      | Eliminada |           |           |           |
| Soledad      |           | Eliminada |           |           |           |           |           |           |
| Paulina. E   | Gana      | Abandona  |           |           |           |           |           |           |
| Karen        | Inmune    | Abandona  |           |           |           |           |           |           |
| Sofia        | Eliminada |           |           |           |           |           |           |           |

     El participante gana junto a su equipo la semana y es salvado.
     El participante pierde junto a su equipo la semana, pero no es nominado.
     El participante pierde junto a su equipo la semana y es nominado por los participantes
     El participante pierde junto a su equipo la semana y es nominado por el Público
     El participante es nominado, pierde el duelo de eliminación y posteriormente es eliminado de la competencia.
     El participante abandona la competencia.
     El participante queda Inmune

### Competencia individual
| Semana:                | 9               | 10                  | 11               | 12                |
| ---------------------- | --------------- | ------------------- | ---------------- | ----------------- |
| Capataz:               | Macarena        | Claudia             | Isolina          | Viví              |
| Ganadora Individuales: | Isolina         | Macarena            | Angélica         | Angélica          |
| Angélica               | Rommy           | Paulina G           | Claudia          | Isolina           |
| Débora                 | Rommy           | Claudia             | Claudia          | Claudia           |
| Claudia                | Débora          | Paulina G           | Débora           | Isolina           |
| Viví                   |                 | Paulina G           | Débora           | Isolina           |
| Isolina                | Rommy           | Claudia             | Débora           | Claudia           |
| Macarena               | Débora          | Paulina G           | Débora           |                   |
| Paulina G.             | Rommy           | Claudia             |                  |                   |
| Rommy                  | Débora          |                     |                  |                   |
| Primero Nominada:      | Angélica %      | Angélica %          | Macarena %       | Débora %          |
| Segunda Nominada:      | Rommy 4/7 votes | Paulina G 4/7 votes | Débora 4/6 votes | Isolina 3/5 votes |
| Eliminada:             | Rommy           | Paulina G.          | Macarena         | Isolina           |

#### Resumen
| Participante | Semana    | Semana    | Semana    | Semana    |
| Participante | 9         | 10        | 11        | 12        |
| ------------ | --------- | --------- | --------- | --------- |
| Angélica     | Nominada  | Nominada  | Inmune    | Inmune    |
| Claudia      | Salvada   | Inmune    | Salvada   | Salvada   |
| Debora       | Salvada   | Salvada   | Nominada  | Nominada  |
| Vivi         | Ingresa   | Salvada   | Salvada   | Inmune    |
| Isolina      | Inmune    | Salvada   | Inmune    | Eliminada |
| Macarena     | Inmune    | Inmune    | Eliminada |           |
| Paulina.G    | Salvada   | Eliminada |           |           |
| Rommy        | Eliminada |           |           |           |

     El participante gana junto a su equipo la semana y es salvado.
     El participante pierde junto a su equipo la semana, pero no es nominado.
     El participante pierde junto a su equipo la semana y es nominado por los participantes
     El participante pierde junto a su equipo la semana y es nominado por el Público
     El participante es nominado, pierde el duelo de eliminación y posteriormente es eliminado de la competencia.
     El participante abandona la competencia.
     El participante queda Inmune por el Legado de su Compañero y por competencia individual

## Competencias

### Equipos
| Semana | Equipo ganador | Equipo perdedor | Nominado Público | Nominado Participantes | Tipo de duelo | Eliminado |
| ------ | -------------- | --------------- | ---------------- | ---------------------- | ------------- | --------- |
| 1      | Rosado         | Turquesa        | Sofía            | Karla                  | Agilidad      | Sofía     |
| 2      | Turquesa       | Rosado          | Soledad          | Debora                 | Fuerza        | Soledad   |
| 3      | Turquesa       | Rosado          | Angélica         | Isolina                | Agilidad      | Isolina   |
| 4      | Rosado         | Turquesa        | Karla            | Constanza              | Habilidad     | Karla     |
| 5      | Turquesa       | Rosado          | Angélica         | Yulia                  | Habilidad     | Yulia     |
| 6      | Rosado         | Turquesa        | Claudia          | Constanza              | Destreza      | Constanza |
| 7      | Rosado         | Turquesa        | Lidia            | Claudia                | Equilibrio    | Lidia     |
| 8      | Rosado         | Turquesa        | Macarena         | Vivi                   | Destreza      | Vivi      |

### Individuales
| Semana | Ganadora | Nominada Público | Nominada Participantes | Tipo de duelo | Eliminado/a |
| ------ | -------- | ---------------- | ---------------------- | ------------- | ----------- |
| 9      | Isolina  | Angélica         | Rommy                  | Habilidad     | Rommy       |
| 10     | Macarena | Angélica         | Paulina G.             | Agilidad      | Paulina G.  |
| 11     | Angélica | Macarena         | Debora                 | Habilidad     | Macarena    |
| 12     | Angélica | Debora           | Isolina                | Habilidad     | Isolina     |

### Duelos
- 1.er Duelo: Colgando de ua cuerda el´satica debían bajar por na escalera, afirmándose de una cuerda, tomar una estaca y ponerla en los hoyos que había en las escalera. Quien primero pusiera 5 estacas ganaba.
- 2.º Duelo: debían con una pala echarle tierra a un barril hasta hacerle contrapeso a uno que había al otro lado.
- 3.er Duelo: debían pasar en punta y codo bajo una estructura, subir una escalera de estacas, sacar una, volver a paasr por la primera estructura, ponerse un arnés, subir y poner la estaca en una palo, la primera que pusiera todas las estacas, tomara un mazo y tocara la campana era la ganadora.
- 4.º Duelo: Debían ir abriéndose paso en una estructura octagonal la que estaba llena de paja, hasta llegaral contrincante y sacar una bandera de la cintura.
- 5.º Duelo: Debían columpiarse en una estructura hasta alcanzar cierto nivel, lego lanzar 50 pelotas dentro de cestas, si no se encesatase las 5 al acabarse las pelotas, ganaba quien más pelotas hubiese encestado.
- 6.º Duelo: Debían cruzar una estructura que estaba cubierta con una red, al llegar al otro lado se debía tomar una estaca. Al tomar 5 estacas, unierlas, tomar un balde de agua y apagar una antorcha, al lograrlo se llevaba el triunfo.
- 7.º Duelo: Debían apagar 15 antorchas con una vara larga con un tarro en la punta, con un ojo tapaso y manteniendo el equilibrio en un palo.
- 8.º Duelo: Debían tomar una vara, hacer equilibrio sobre unos palos, enganchar la vara en una cuerda, liberar un apelota y enganchar la cuerda, y luego cruzar una malla de cuerdas. Quien primerop liberara 7 pelotas era la ganadora.
- 9.º Duelo: Debían lanzar una cuerda que tenían un anzuelo y tomar un saco, llevarlo hacia ella, e ir adentro de un barril donde debían lanzar el saco a una plataforma alta. Debían subier 7 sacos.
- 10.º Duelo: Debían pasar por un arco, tomar un palo y ponerlo para obstruirle el paso al contrincante, la primera que lograra obstruirle completamente el paso a la contrincante ganaba.
- 11.º Duelo: Debían encender una antorcha y con la misma ir cortando unas cuerdas que sostenían unas estacas colgante, al quemarla debían lograr que cayeran dentro de una caja(tipo java), la que tuviera 9 o más estacas que la contraria ganaba.
- 12.º Duelo: Desarmar una ewstructura de cuerdas sacando pelotas(15), luego pararse en un palo y tirarla a una cesta, la primera que encestara 7 o más que la competidora contraria ganaba.
- 13.º Duelo y 14.º Duelo: Debían llevar unos estribos con ellas en los mismos, enganchándolos en argollas, se debía recorrer el trecho dos veces.
- 15.º Duelo: Debían subir una escalera y por una red pasar y llegar hasta una estaca, ir al otro lado y ponerla. la primera que pusisese 6 estacas, bajara, tomara una antorcha y la encendiese ganaba... 50 millones.
- Duelo por reingreso: Debían pasar sobre unos palos con una tabla en cad pie, llevando en la mano un disco, equilibrando una pelota, hasta llegar al otro extremo y ponerla en unos palos. La Primera que transportara 7 pelotas, tomara una bandera y la ubicara en un palo era la ganadora.

### Final
La final fue realizada el 22 de diciembre, en camino a Farellones (el mismo lugar donde se desarrolló el reality y a metros de la parcela-estudio) en vivo desde las 22:00 (UTC-3). Las cuatro finalistas fueron la futbolista Claudia Camus, la contratista Débora Cortés, la estudiante de pedagogía Angélica Sepúlveda y la bailarina brasileña Viví Rodrigues. La final fue conducida por Sergio Lagos, y coanimada por Javier Estrada y Catalina Pulido.
El formato de la final consiste en un playoff, con dos semifinales, y las ganadoras de éstas se enfrentaban en la final propiamente tal. El premio para el primer lugar consta de $50 millones de pesos, mientras que para el segundo lugar consta de $10 millones de pesos.
A diferencia de los anteriores realitys, el público no elegía a la primera finalista, sino que esta, la que resultase favorita del público elegía a una de las finalistas para que esta eligiera a quien quisiese que fuera su rival en la semifinal. Angélica, la favorita del público, recibió aproximadamente el 54% de los votos telefónicos y de SMS y eligió a Claudia para enfrentare con ella, por lo cual por descarte Débora y Viví debutaban la otra semifinal.
Para ambas semifinales se definió una misma prueba, consistente en una estructura de madera, dividida en dos, de aproximadamente 2 metros y medio de alto y 10 de largo, en la cual por la parte superior existía un camino de argollas que cruzaba un extremo al otro del largo de la estructura, por la cual las 2 contrincantes debían cruzar sin caer, por medio de 2 bastones con un gancho en un extremo y con un cambucho similar al que se usa para montar en caballo donde debían poner los pies. Quien lograse atravesar y regresar la estructura es la ganadora.
En la primera semifinal entre Viví y Débora, ambas se cayeron de los dos palos reiteradamente, y tras una reñida llegada, Débora se adjudica el puesto en la final y al menos, los primeros $10 millones.
En la segunda semifinal entre Angélica y Claudia, y como es costumbre en los realitys de La granja, existieron polémicas, más que nada debido al gesto técnico que realizó Angélica de no ir avanzando de una en una argolla, sino de dos e incluso tres, así avanzando más rápidamente, y haciendo desigual la competencia, llegando a la meta incluso cuando Claudia aún no llegaba al primer extremo de la estructura. El público presente en la competencia gritaba con impotencia "Tramposa", refiriéndose con este calificativo a Angélica. Luego que Sergio Lagos explicara al público que fue un gesto técnico por parte de Angélica y que era totalmente válida su victoria, se prosiguió con las pruebas, pero el público insistió, ya que no se había explicado en un comienzo de la prueba y ni siquiera en la anterior si existía prohibición de este gesto técnico, o si se permitía.
En la última prueba final, consistía básicamente de una telaraña de sogas entrecruzadas con forma de cruz, el cual representaba dos circuitos que se interceptaban en el centro, este inferior y suspendido por las cuatro extremidades de esta cruz, suspendidas más alto en pilares. En cada uno de los pilares o extremos de la cruz, existían seis perforaciones, y sólo en un extremo del circuito seis estacas. En la parte baja del centro, una antorcha y al costado una fogata. El juego consistía en subir una escalera para ingresar a cada circuito por cada una de las dos finalistas, y trepar por cada extremidad para recoger una estaca, y devolverse al centro y subir por el otro extremo para depositarla, así con una estaca por vez, debían trasladarse las seis estacas al otro extremo del circuito. Luego que Angélica tomara la delantera en un comienzo, no la soltó, siendo la líder en toda la competencia, incluso sacando una vuelta a Débora, quien de todos modos no daba tregua e incluso hizo gestos técnicos al descenso de una de las extremidades, no ir gateando, sino semi-arrojándose. Sin embargo fue Angélica quien logró transferir las seis estacas cuando Débora recién iba por colocar su quinta estaca, y descendió para prender la antorcha y se convierte en la última ganadora de la trilogía.
En la final estuvieron "Amanda" y "El paisano" interrumpiendo la ceremonia como acto de sketch, dos personajes que aparecían frecuentemente en la parcela-estudio.